# Sommaisne
Sommaisne est une ancienne commune française du département de la Meuse en région Grand Est. Elle est associée à la commune de Rembercourt-aux-Pots depuis 1973.

## Géographie
Cette localité est située en Argonne, l'Aisne y prend sa source.

## Toponymie
Anciennes mentions : Summa-Asniæ (Xe siècle), Somme-Ane (1228), Somma-Axonæ et Summouxe (XIIIe siècle), Somme-Aisne (1312), Somm'Aisne (1656), Summa-Ausana et Summa-Asnia (1756).
Le toponyme Sommaisne est issu du latin summa « source » et de l'hydronyme Aisne, signifiant donc « source de l'Aisne ».

## Histoire
Cette localité dépendait de la province de Champagne et du diocèse de Châlons avant 1790.
Le 1er janvier 1973, la commune de Sommaisne est rattachée sous le régime de la fusion-association à celle de Rembercourt-aux-Pots qui devient Rembercourt-Sommaisne.

## Politique et administration
| Période                                  | Période     | Identité         | Étiquette | Qualité |
| ---------------------------------------- | ----------- | ---------------- | --------- | ------- |
|                                          | XIXe siècle | Frédéric Geminel |           |         |
| Les données manquantes sont à compléter. |             |                  |           |         |

| Période                                  | Période  | Identité           | Étiquette | Qualité |
| ---------------------------------------- | -------- | ------------------ | --------- | ------- |
|                                          | En cours | Jean-Marc GILEWICZ |           |         |
| Les données manquantes sont à compléter. |          |                    |           |         |

## Démographie
| 1793 | 1800 | 1806 | 1821 | 1831 | 1836 | 1841 | 1846 | 1851 |
| ---- | ---- | ---- | ---- | ---- | ---- | ---- | ---- | ---- |
| 48   | 78   | 77   | 66   | 66   | 73   | 76   | 77   | 71   |

| 1856 | 1861 | 1866 | 1872 | 1876 | 1881 | 1886 | 1891 | 1896 |
| ---- | ---- | ---- | ---- | ---- | ---- | ---- | ---- | ---- |
| 70   | 54   | 60   | 65   | 68   | 73   | 72   | 65   | 69   |

| 1901 | 1906 | 1911 | 1921 | 1926 | 1931 | 1936 | 1946 | 1954 |
| ---- | ---- | ---- | ---- | ---- | ---- | ---- | ---- | ---- |
| 68   | 69   | 72   | 54   | 60   | 64   | 70   | 51   | 39   |

| 1962 | 1968 | - | - | - | - | - | - | - |
| ---- | ---- | - | - | - | - | - | - | - |
| 44   | 40   | - | - | - | - | - | - | - |

## Lieux et monuments
La  mairie de Sommaisne est une  ancienne  mairie-école du XIXe siècle, celle-ci renferme des dessins et des écrits datant de la Première Guerre mondiale sur ses murs.